# جوناثان عسوس
جوناثان عسوس (بالفرنسية: Jonathan Assous)‏ هو لاعب كرة قدم إسرائيلي وفرنسي في مركز الوسط، ولد في 2 سبتمبر 1983 في سارسيل في فرنسا. لعب مع إي أس نانسي وستاد ريمس ومكابي أخاء الناصرة ونادي أنجيه ونادي كان ونادي كريتيل ونادي مكابي تل أبيب ونيم أولمبيك.

## وصلات خارجية
- جوناثان عسوس على موقع قاعدة بيانات كرة القدم.إي يو (الإنجليزية)